# Campanulorchis thao
Campanulorchis thao är en orkidéart som först beskrevs av François Gagnepain, och fick sitt nu gällande namn av Sing Chi Chen och Jeffrey James Wood. Campanulorchis thao ingår i släktet Campanulorchis och familjen orkidéer. Inga underarter finns listade i Catalogue of Life.